# Prociphilus
Prociphilus är ett släkte av insekter som beskrevs av Koch 1857. Enligt Catalogue of Life ingår Prociphilus i familjen långrörsbladlöss, men enligt Dyntaxa är tillhörigheten istället familjen pungbladlöss.

## Bildgalleri

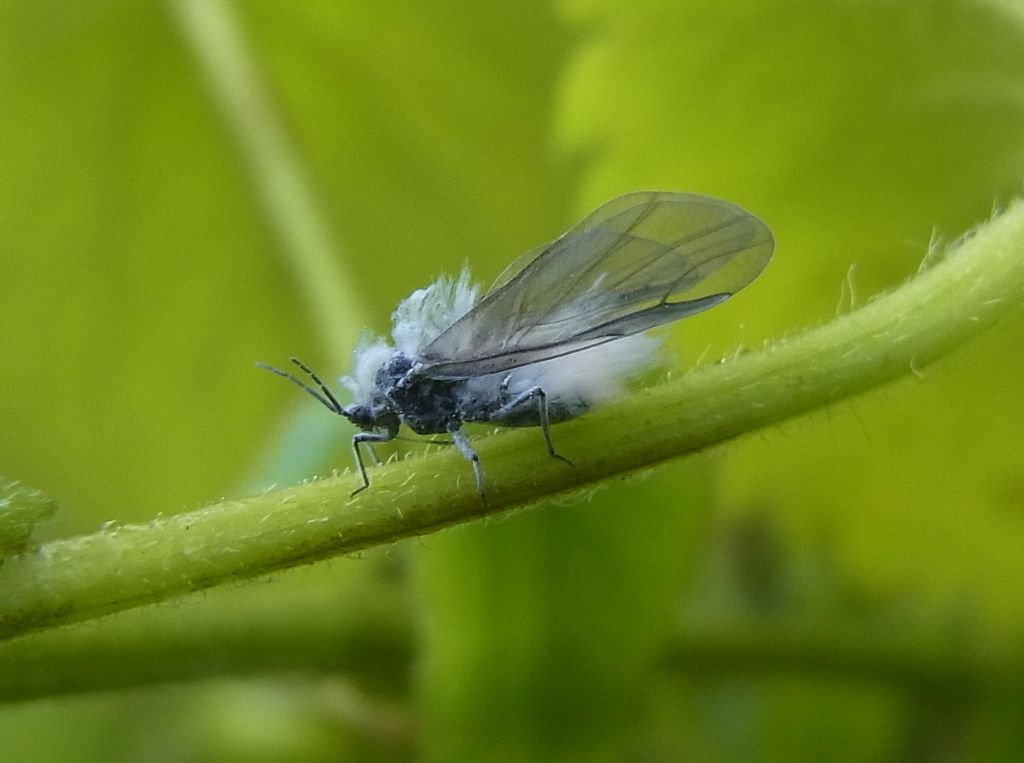
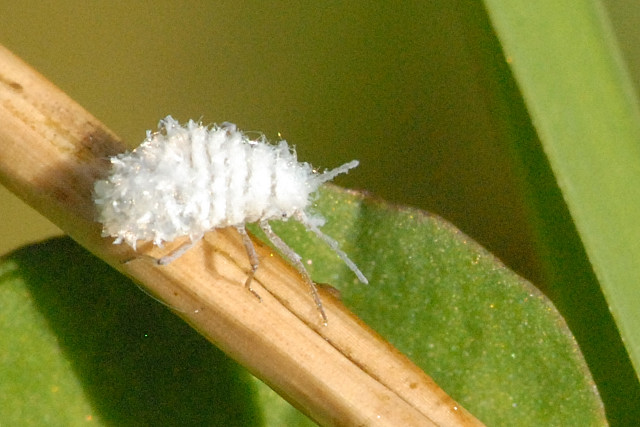

## Dottertaxa tillProciphilus, i alfabetisk ordning[1][2]
- Prociphilus americanus
- Prociphilus aomoriensis
- Prociphilus aurus
- Prociphilus baicalensis
- Prociphilus bumeliae
- Prociphilus carolinensis
- Prociphilus caryae
- Prociphilus chaenomelis
- Prociphilus cheni
- Prociphilus clerodendri
- Prociphilus cornifoliae
- Prociphilus corrugatans
- Prociphilus crataegicola
- Prociphilus crataegistrobi
- Prociphilus dilonicerae
- Prociphilus emeiensis
- Prociphilus erigeronensis
- Prociphilus formosanus
- Prociphilus fraxini
- Prociphilus fraxinifolii
- Prociphilus gambosae
- Prociphilus ghanii
- Prociphilus himalayensis
- Prociphilus konoi
- Prociphilus kuwanai
- Prociphilus laricis
- Prociphilus ligustrifoliae
- Prociphilus longianus
- Prociphilus lonicerae
- Prociphilus mexicanus
- Prociphilus micheliae
- Prociphilus oleae
- Prociphilus oriens
- Prociphilus osmanthae
- Prociphilus pergandei
- Prociphilus piceaerubensis
- Prociphilus pini
- Prociphilus piniradicivorus
- Prociphilus probosceus
- Prociphilus sasakii
- Prociphilus take
- Prociphilus taukogi
- Prociphilus taxus
- Prociphilus tessellatus
- Prociphilus trinus
- Prociphilus umarovi
- Prociphilus ushikoroshi
- Prociphilus vesicalis
- Prociphilus xylostei